# ArgenClic
Argenclic es un proyecto educativo sin ánimo de lucro para la difusión, intercambio, cooperación y formación docente en la Argentina. 

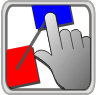
Logo ArgenClic.

Pretende recopilar aplicaciones educativas desarrolladas por docentes argentinos y latinoamericanos diseñadas con el programa Clic 3,0 y JClic de Francesc Busquet Burguera, colaborar en la alfabetización digital docente y difundir la filosofía del software libre. Es un proyecto impulsado por Gleducar.
En su web provee herramientas de uso didáctico en el aula, juegos y material interactivo, así como otros documentos y archivos de autoaprendizaje sobre temas relacionados con las tecnologías de la información y la comunicación en la educación.
Junto a Fundación Vía Libre, Wikimedia Argentina, Educalibre y otras organizaciones no gubernamentales sin fines de lucro, se dedica a difundir conocimiento y herramientas libres en la educación latinoamericana, promoviendo la conformación de comunidades de producción colectiva de conocimiento y cultura libre.
Nace en 1998 en Rosario, como una idea del profesor Fernando Pelillo, con el objetivo de difundir en Latinoamérica la experiencia desarrollada en España con el programa Clic. Para difundir esta herramienta mantiene el sitio web ArgenClic, una lista de correo, desarrolla CD de recopilación y capacitación, dicta cursos gratuitos en línea, instala recopilaciones en las escuelas y convoca a participar a docentes de toda la Argentina y Latinoamérica. 
El Proyecto convoca para que se incorporen docentes de diversos puntos del país, que compartan la idea de trabajar contra la exclusión que supone la apropiación desigual de las nuevas tecnologías de la información y la comunicación o NTIC. Todo el Proyecto se encuentra bajo licencia Creative Commons